# Pomiechówek (przystanek kolejowy)
Pomiechówek – przystanek kolejowy znajdujący się w miejscowości Pomiechówek położonej w województwie mazowieckim, w Polsce. Na stacji znajdują się 2 perony oraz budynek dworcowy z lokalami usługowymi. Przystanek znajduje się na linii kolejowej nr 9 łączącej Warszawę z Trójmiastem. Ze względu na bliskie położenie i szybkie połączenie z Warszawą według klasyfikacji PKP otrzymał kategorię dworca aglomeracyjnego.

## Pasażerowie
| Rok  | Wymiana pasażerska na dobę |
| ---- | -------------------------- |
| 2017 | 1500-2000                  |
| 2018 | 1000-1500                  |
| 2019 | 2000-3000                  |
| 2020 | 1500-2000                  |
| 2021 | 1500-2000                  |
| 2022 | 2000-3000                  |
| 2023 | 2000-3000                  |

## Opis

### Położenie
Dworzec i cały przystanek znajdują się w centrum miejscowości w ciągu ul. Modlińskiej, będącej częścią drogi krajowej nr 62. W pobliżu stacji znajduje się most kolejowy na rzece Wkrze, stacja kolejowa Modlin oraz Port Lotniczy Warszawa-Modlin.

### Charakterystyka obiektu
Na stacji znajdują się dwa perony boczne, leżące na przeciwnych stronach ulicy.
- Z peronu 1 odjeżdżają pociągi w stronę Działdowa
- Z peronu 2 odjeżdżają pociągi w stronę Warszawy

Na obu peronach umieszczone są wiaty przystankowe.
Przy przystanku ulokowany jest dworzec kolejowy z poczekalnią, toaletami i pasażem handlowo-usługowym oraz parking samochodowy. Dworzec pełni równocześnie funkcję przesiadkową do lokalnych środków komunikacji regionalnej – jest połączony z przystankiem autobusowym.

### Punkt sprzedaży biletów
W budynku, w poczekali dworcowej znajduje się nieczynna kasa biletowa. Od czasu oddania do użytku obiektu, punkt nie został udostępniony podróżnym. Na jednym z peronów umieszczony jest biletomat Kolei Mazowieckich.

## Historia
Przystanek został uruchomiony 17 sierpnia 1877. Powstał on podczas budowy kolei nadwiślańskiej na odcinku Warszawa Wschodnia – Mława. Linia ta była budowana przez okolicznych mieszkańców przez około trzy lata. W 1972 linia biegnąca przez Pomiechówek została zelektryfikowana. Przy przystanku znajdowała się także bocznica kolejowa. W 2009 obiekt przeszedł gruntowną modernizację w ramach modernizacji linii, na której leży.
9 kwietnia 2019 PKP S.A. podpisały z Torpolem umowę na budowę tzw. innowacyjnego dworca systemowego (w części dworcowej przewidziano ogrzewaną poczekalnię, ogólnodostępne toalety, ścianę zegarową, otwartą poczekalnię pod zadaszeniem od strony peronów, a w części miejskiej lokale handlowo-usługowe).
2 grudnia 2021, z ponad półtorarocznym opóźnieniem dworzec został oddany do użytku.

## Zobacz też

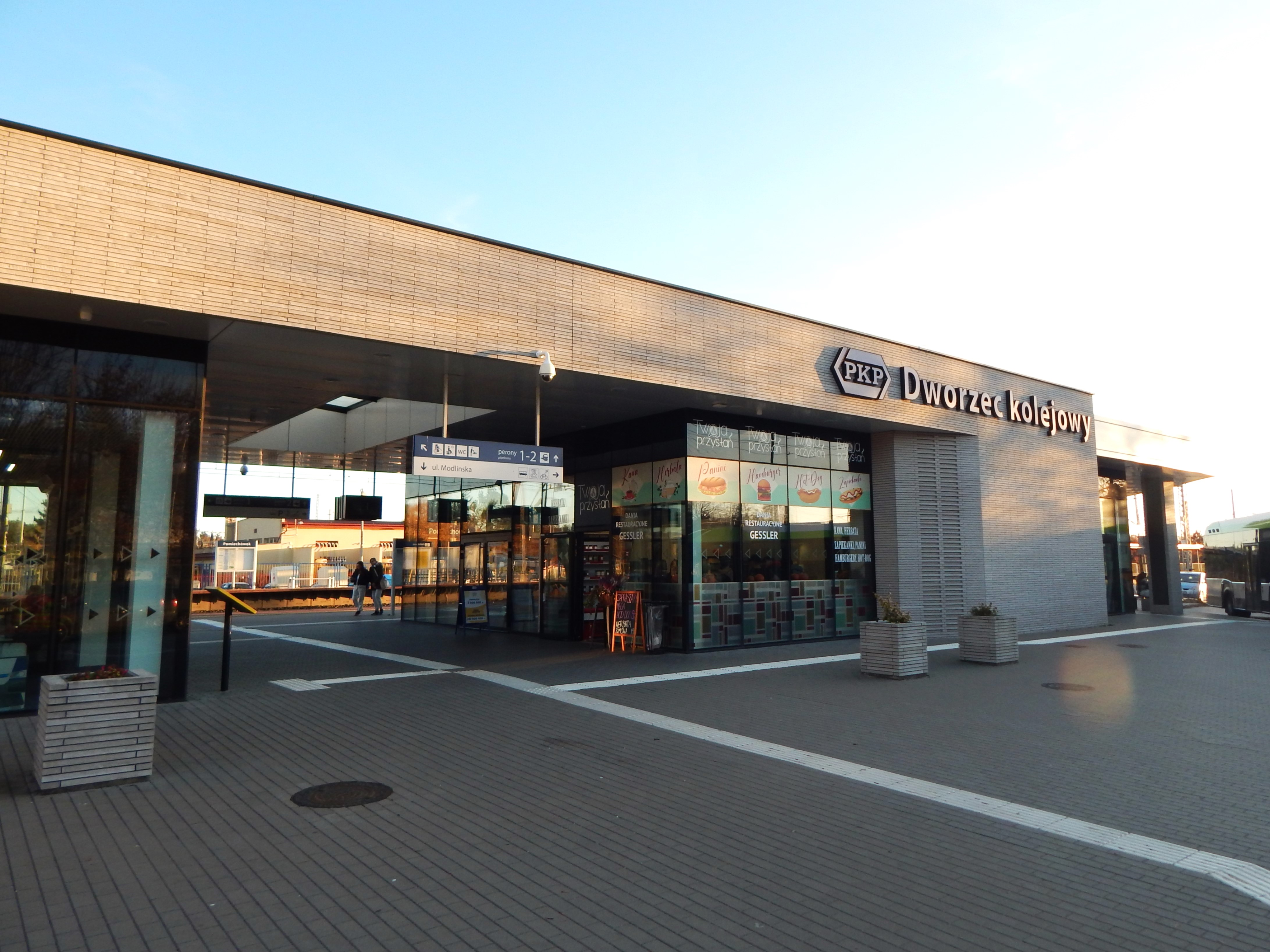
Budynek dworcowy

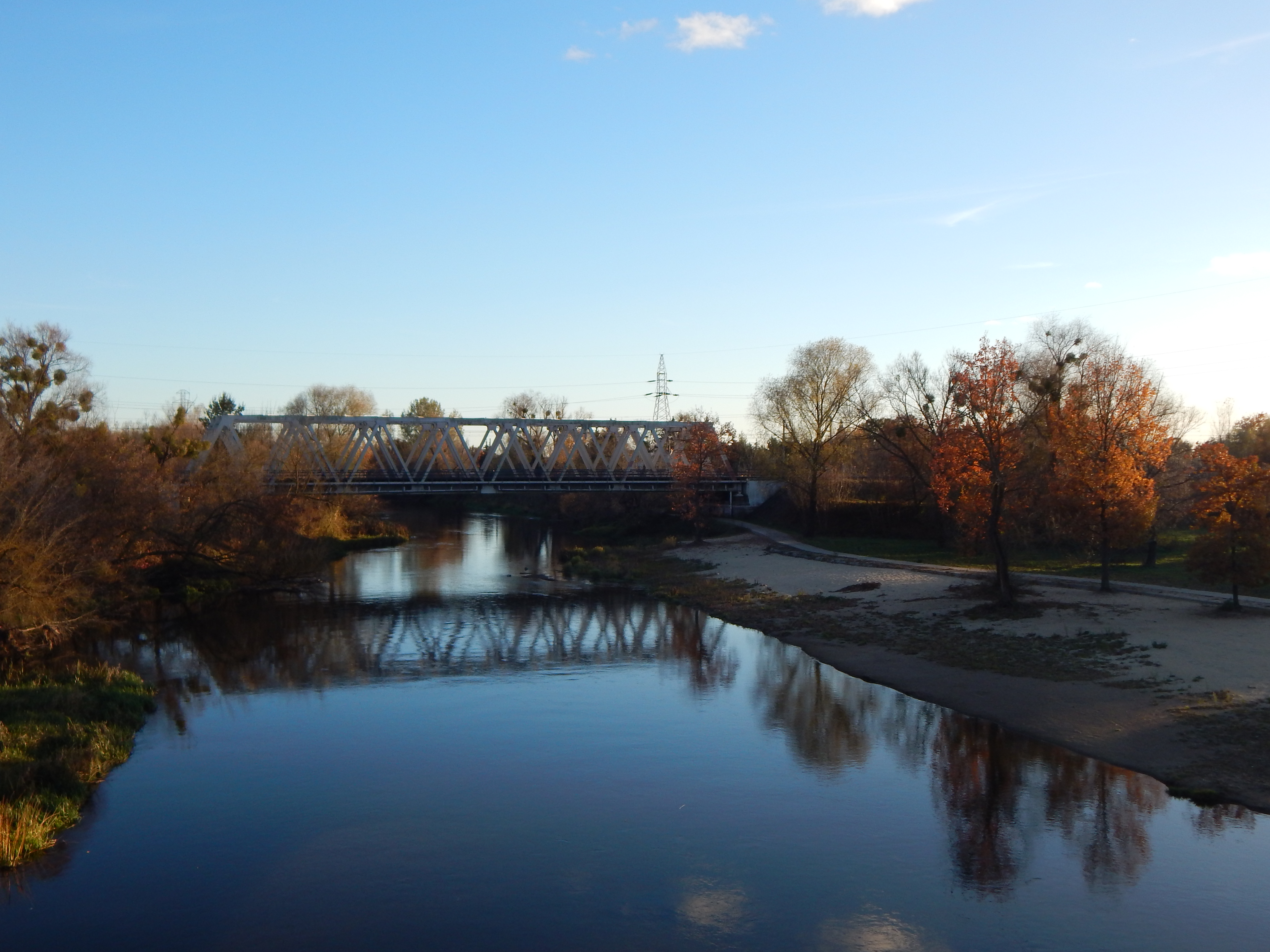
Most kolejowy nad Wkrą w Pomiechówku

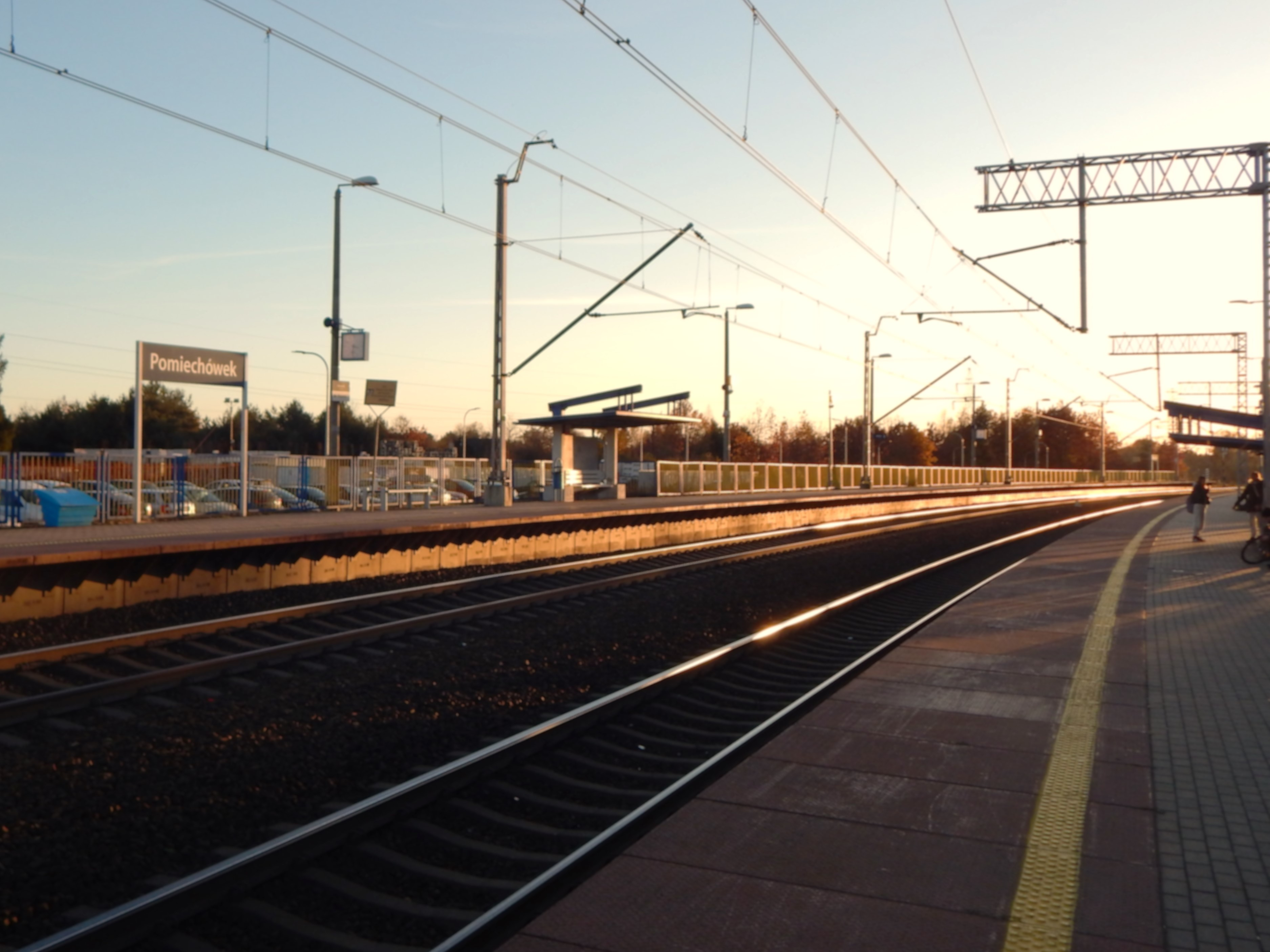
Przystanek kolejowy PKP Pomiechówek

## Obsługiwane połączenia
| Przewoźnik         | Linia         | Trasa |        |
| ------------------ | ------------- | --- | ------ |
| Koleje Mazowieckie | R90/RE90      | Warszawa Zachodnia/Warszawa Gdańska – Legionowo – Pomiechówek – Nasielsk/Ciechanów/Mława/Działdowo                           | [ 9 ]  |
| Koleje Mazowieckie | RE91 RE92 RE9 | Tłuszcz – Radzymin – Wieliszew – Legionowo Piaski – Nowy Dwór Mazowiecki – Pomiechówek – Nasielsk – Płońsk – Raciąż – Sierpc | [ 10 ] |